# Leptotarsus (Macromastix) binotatus
Leptotarsus (Macromastix) binotatus is een tweevleugelige uit de familie langpootmuggen (Tipulidae). De soort komt voor in het Australaziatisch gebied.